# Boadilla de Rioseco
Boadilla de Rioseco ist eine nordspanische Kleinstadt und Hauptort einer Gemeinde (municipio) mit 101 Einwohnern (Stand: 2024) in der Provinz Palencia der Autonomen Gemeinschaft Kastilien-León.

## Lage
Der Ort Boadilla de Rioseco liegt am Río Sequillo in der kastilischen Hochebene (Tierra de Campos) in einer Höhe von etwa 780 m ü. d. M. Die Provinzhauptstadt Palencia befindet sich knapp 50 km (Fahrtstrecke) südöstlich; die am Jakobsweg (Camino Francés) gelegene Kleinstadt Sahagún ist knapp 25 km in nördlicher Richtung entfernt. Das Klima im Winter ist durchaus kalt, im Sommer dagegen warm bis heiß; die spärlichen Regenfälle (ca. 470 mm/Jahr) fallen verteilt übers ganze Jahr.

## Bevölkerungsentwicklung
| Jahr      | 1842  | 1900  | 1950 | 2000 | 2016 |
| Einwohner | 1.191 | 1.375 | 927  | 188  | 122  |

Der dramatische Bevölkerungsrückgang im 20. Jahrhundert hängt im Wesentlichen mit der Reblauskrise im Weinbau und mit der generellen Mechanisierung der Landwirtschaft zusammen.

## Wirtschaft
Die Landwirtschaft spielte seit jeher die wichtigste Rolle für die Bevölkerung in der Comarca Tierra de Campos, doch bereits im Mittelalter entwickelten sich auch Handwerk und Handel. Der südliche Teil der Gemeinde wird vom Canal Cea-Carrión durchflossen, der hauptsächlich zur Feldbewässerung dient.

## Geschichte
In vorrömischer Zeit gehörte die Region zum Siedlungsgebiet des keltischen Volksstamms der Vaccäer; später kamen Römer und Westgoten. Im 8. Jahrhundert wurde das Gebiet von den Mauren überrannt, doch bereits im 9. Jahrhundert eroberten asturisch-leonesische Heere die Gebiete nördlich des Duero zurück (reconquista). Ende des 10. Jahrhunderts machte der maurische Heerführer Almansor die christlichen Erfolge vorübergehend wieder zunichte, aber im 11. Jahrhundert dehnte das Königreich León sein Herrschaftsgebiet erneut bis zur Duero-Grenze aus. Nach vorangegangenen Versuchen vereinigte sich León im Jahr 1230 endgültig mit dem Königreich Kastilien. Seine Blütezeit erlebte der Ort im ausgehenden Mittelalter und in der frühen Neuzeit. Damals verfügte er über acht Kirchen, von denen nur zwei übriggeblieben sind.

## Sehenswürdigkeiten

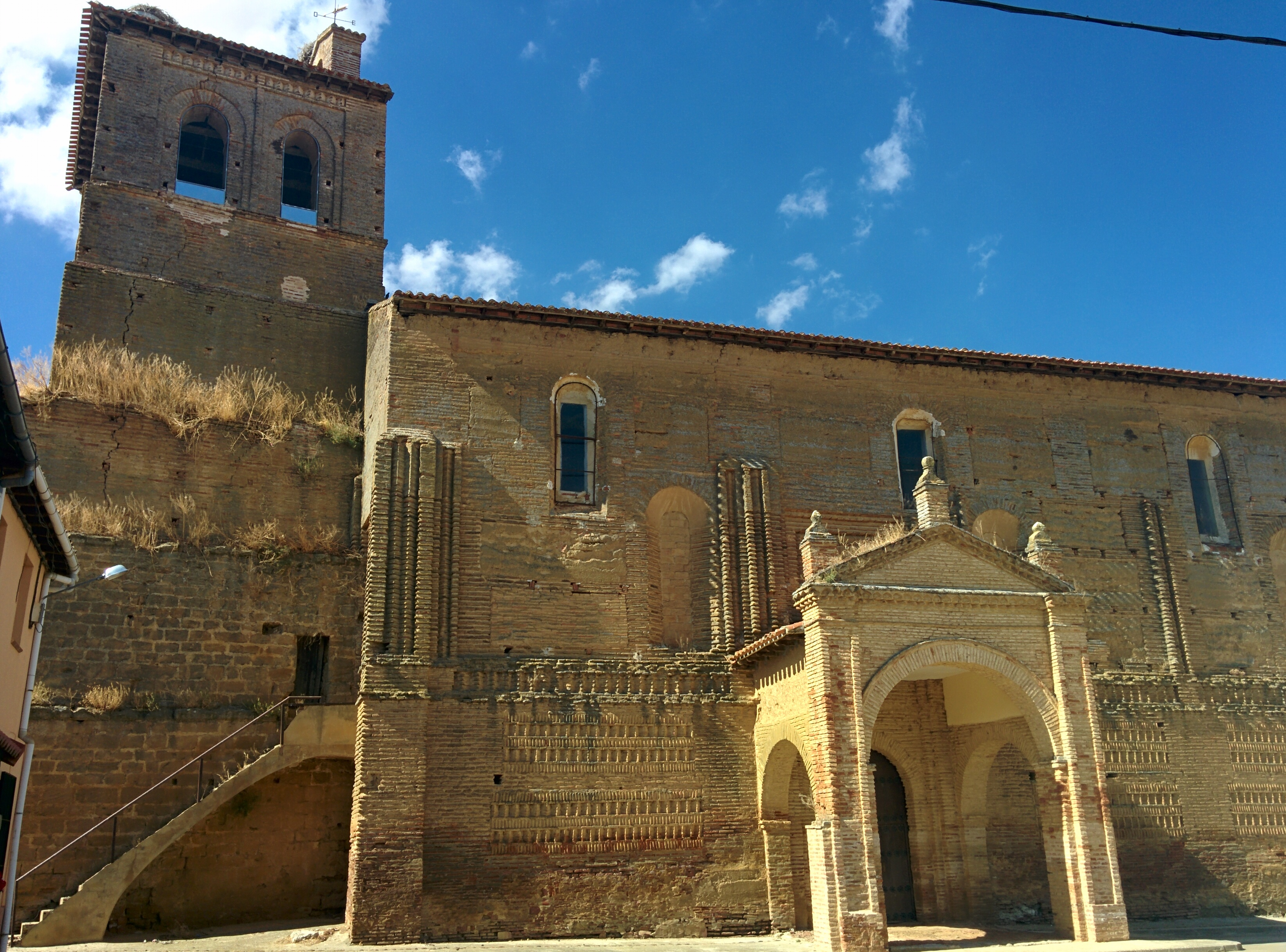
Iglesia de San Salvador

- Die im Mudéjarstil ganz aus Ziegelsteinen erbaute Pfarrkirche Iglesia de San Salvador stammt aus der Mitte des 16. Jahrhunderts; ihre Außenwände zeigen schönes Zahnschnittdekor. Die drei Kirchenschiffe sind gewölbt.
- Die Iglesia de Santa María entstand etwa 100 Jahre später. Die beiden Obergeschosse des Glockenturms vermitteln ein beinahe romanisches Bild.

Umgebung
- Das ca. 1,5 km südöstlich des Ortes gelegene und im Jahr 1169 von der Gräfin Estefanía Ramírez gegründete Zisterzienserkloster Real Monasterio de Santa María de Benavides bildete den Ausgangspunkt für die Entstehung und weitere Entwicklung des Ortes. Es wurde im Rahmen der Verstaatlichung der Kirchengüter im 19. Jahrhundert verkauft und abgerissen.